# روبرت دبليو. بروكس
روبرت دبليو. بروكس (بالإنجليزية: Robert W. Brooks)‏ (بالعبرية: רוברט ברוקס‏) هو رياضياتي أمريكي وإسرائيلي، ولد في 16 سبتمبر 1952 في واشنطن العاصمة في الولايات المتحدة، وتوفي في 5 سبتمبر 2002 في مونتريال في كندا.